# Landbrugsudstillingen på Bellahøj
|  | Denne artikel er oprettet af botten Steenthbot ud fra en ekstern database. Den kan derfor have sproglige fejl eller mangler. Denne skabelon kan fjernes efter kontrol af indholdet. |

Landbrugsudstillingen på Bellahøj er en 7 minutter lang dansk dokumentarfilm fra 1938.

## Handling
Filmreportage fra Bellahøj Dyrskue 1938, hvor nogle af landets fineste husdyr vises frem og konkurrerer om præmier, og hvor de nyeste landbrugsmaskiner demonstreres. Kongefamilien besøger også dyrskuet, som Kong Christian X åbner. På tilskuerrækken ses statsminister Thorvald Stauning. På årets succesfulde dyrskue kan tilskuerne også opleve akrobatisk hesteopvisning, folkedans i folkedragter, en miniaturegård og blomsteridyl i "Juni Haven".

## Medvirkende
- Kong Christian X
- Dronning Ingrid
- Kong Frederik IX
- Thorvald Stauning
- Prins Knud